# 對角蛤屬
對角蛤屬（学名：Antigona）是雙殼綱簾蛤目簾蛤科下的一個屬。

## 分類學
Markus Huber在其2010年出版的圖鑑曾認為本屬是皱纹蛤属 （Periglypta）的異名，並把舊屬本屬的物種皆撥歸皱纹蛤属。因此，有部分文獻會依從而把本屬物種分類至皱纹蛤属。其後 Chen et al. (2011) 從分子系統發生學去研究否定這講法。

## 物種
- 曲波皺紋蛤 Antigona chemnitzii（Hanley, 1845）
- Antigona elimatula（Darragh, 2010）
- Antigona gladstonensis（Angas, 1872）
- Antigona lacerata（Hanley, 1845）
- 花籃簾蛤 Antigona lamellaris（Schumacher, 1817）
- Antigona laqueata（G. B. Sowerby II, 1853）
- Antigona magnifica（Hanley, 1845）
- Antigona persimilis（Iredale, 1930）
- Antigona resticulata（G. B. Sowerby II, 1853）
- Antigona somwangi（M. Huber, 2010）
- Antigona sowerbyi（Deshayes, 1854）

## 外部連結
- 維基物種上的相關：對角蛤屬